# Tlogowulung
Tlogowulung is een bestuurslaag in het regentschap Kebumen van de provincie Midden-Java, Indonesië. Tlogowulung telt 1327 inwoners (volkstelling 2010).